# 林雹古厝
林雹古厝是一棟位於臺灣臺南市山上區的宅邸建築，該建築為清代富紳林雹家族的故居，當前仍未具文化資產身分。

## 沿革
林雹（1804-1883年），名林鬧雹，為林氏宗族林爾一脈的第五代祖。據信其出身貧寒，早年以勞力為生，從事挑貨工作，有時需向人借貸賒欠。據說當時麻豆的林姓望族計畫於山仔頂設立糖廍，尋求當地同宗管理，因此邀請林雹負責經營。林雹憑藉勤奮及經營能力使糖廍發展興旺，最終成為地方首富，擁有百餘甲田產，因而受到鄉人尊稱為「雹叔公仔」。至今當地仍流傳「有錢雹叔公仔，無錢落仔雹」的俗諺。
日治時期，林雹古厝由其後代修建。後來，林雹的孫子林進煌曾任山上鄉長（於縣市合併前）。隨著家族成員陸續外移，古厝逐漸荒廢，年久失修。
進入21世紀，林家後代曾委託山上社區發展協會整理古厝外圍環境，進行社區營造，清理古厝前廣場。然而，2016年高雄美濃地震導致古厝結構受損，當地居民發起整修保留計畫，惟林家部分後裔未能達成共識。
2017年，山上區公所與西拉雅國家風景區管理處計畫共同出資2000萬元修繕古厝，然因所有權人分屬6至7位，未能取得共識，修繕計畫至今未能落實。由於古厝屬私人產權，政府機關無法介入整修。

## 結構

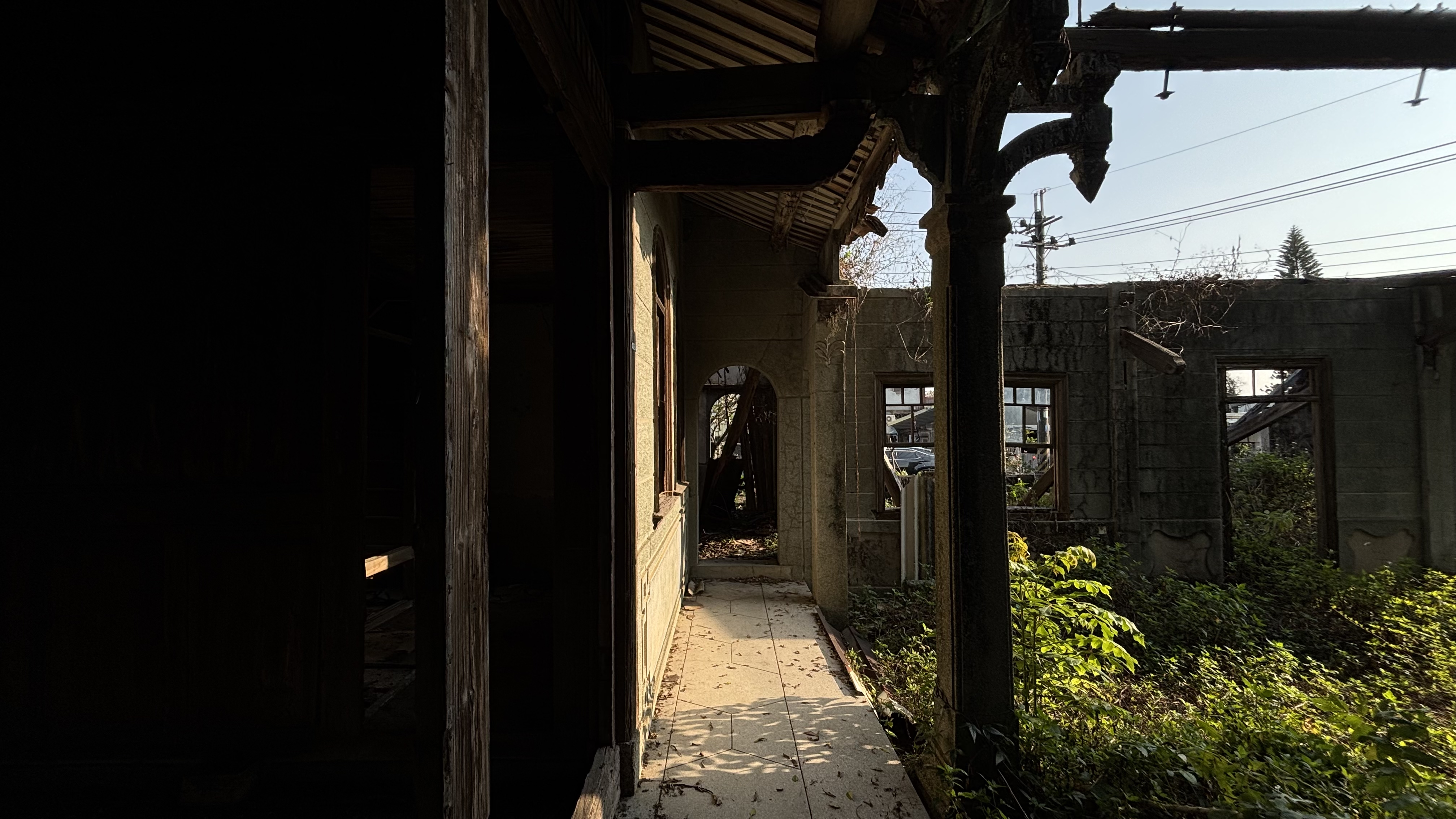
林雹古厝正廳門廊
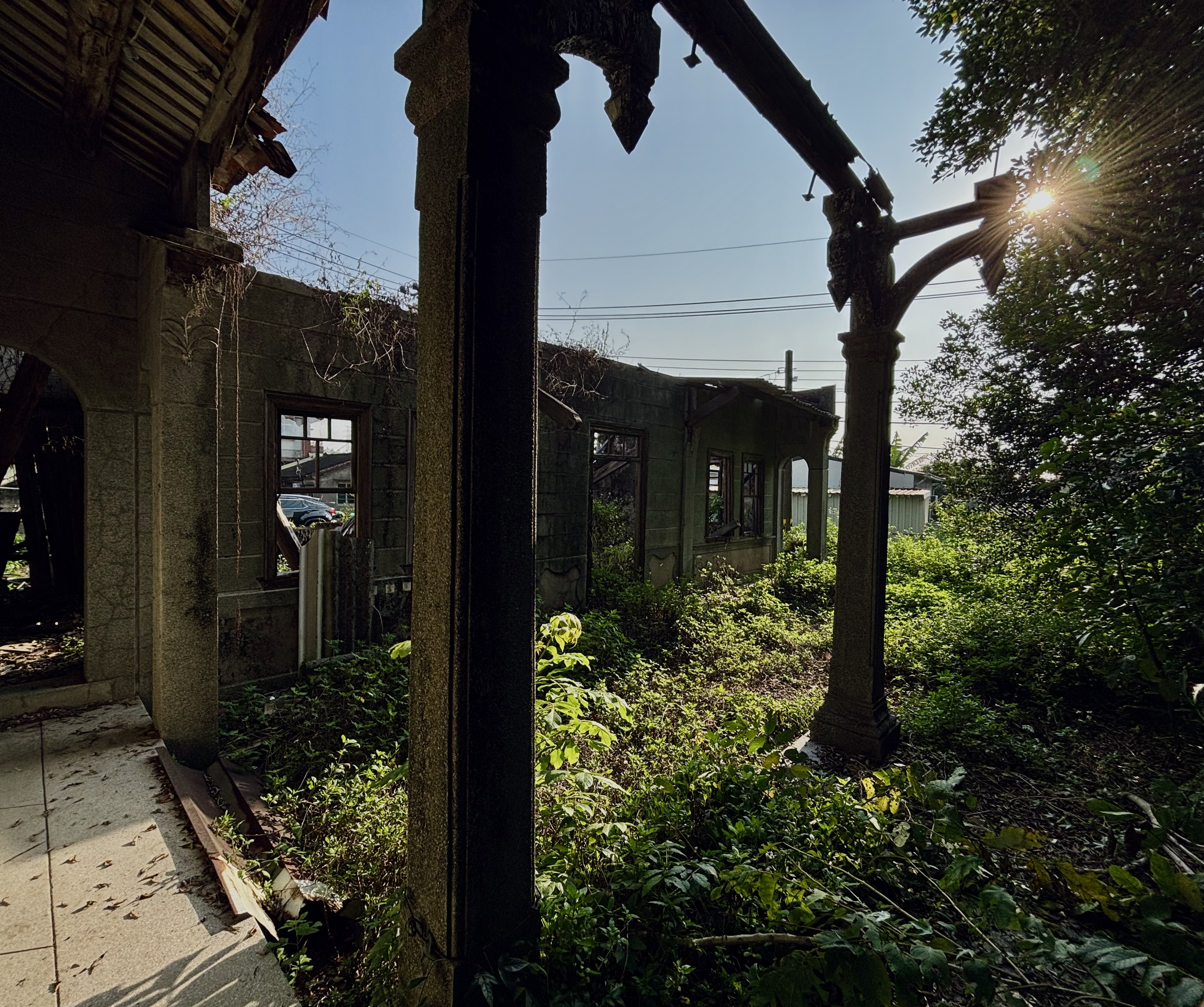
林雹古厝正廳門廊
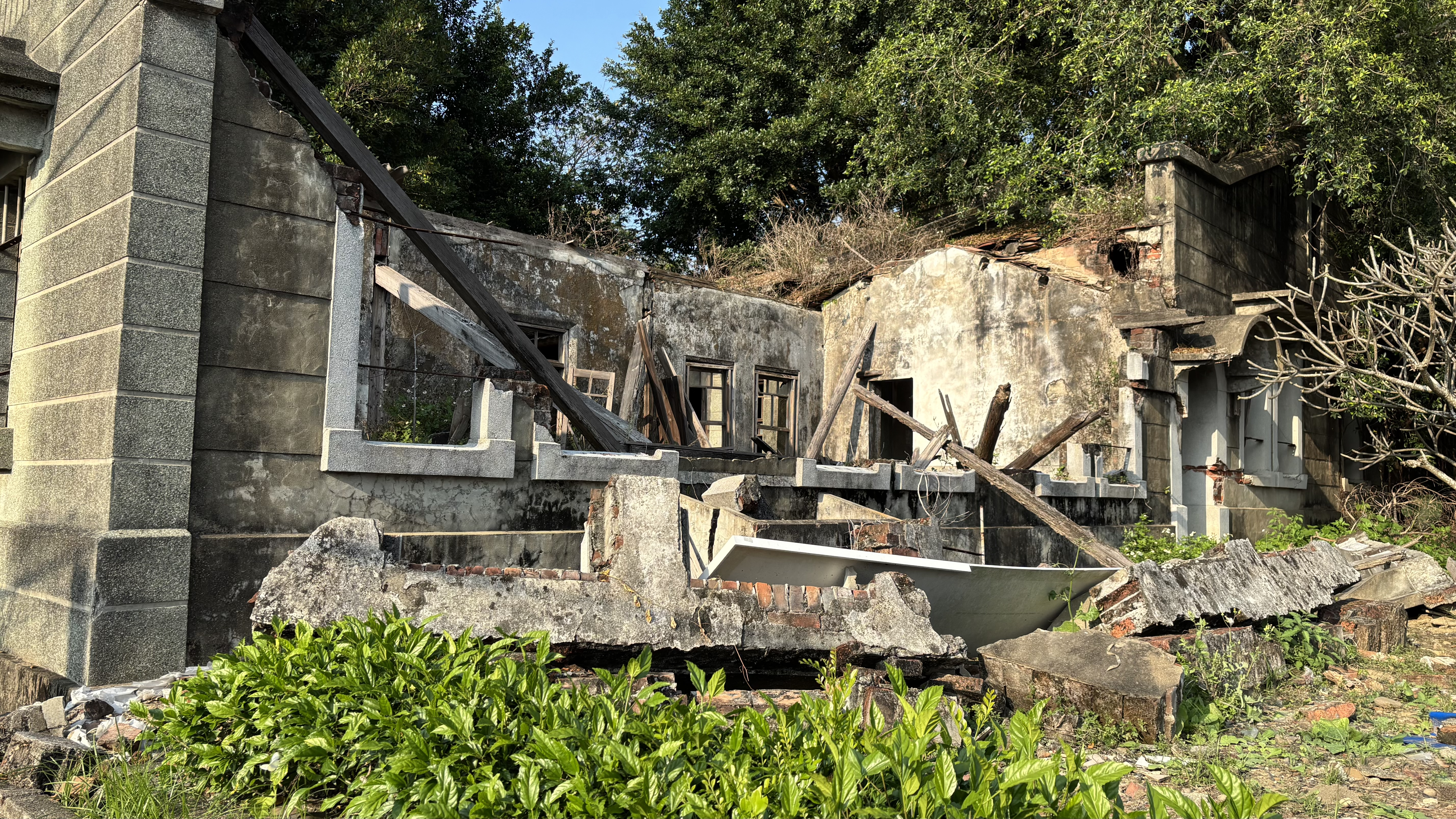
古厝左護龍處
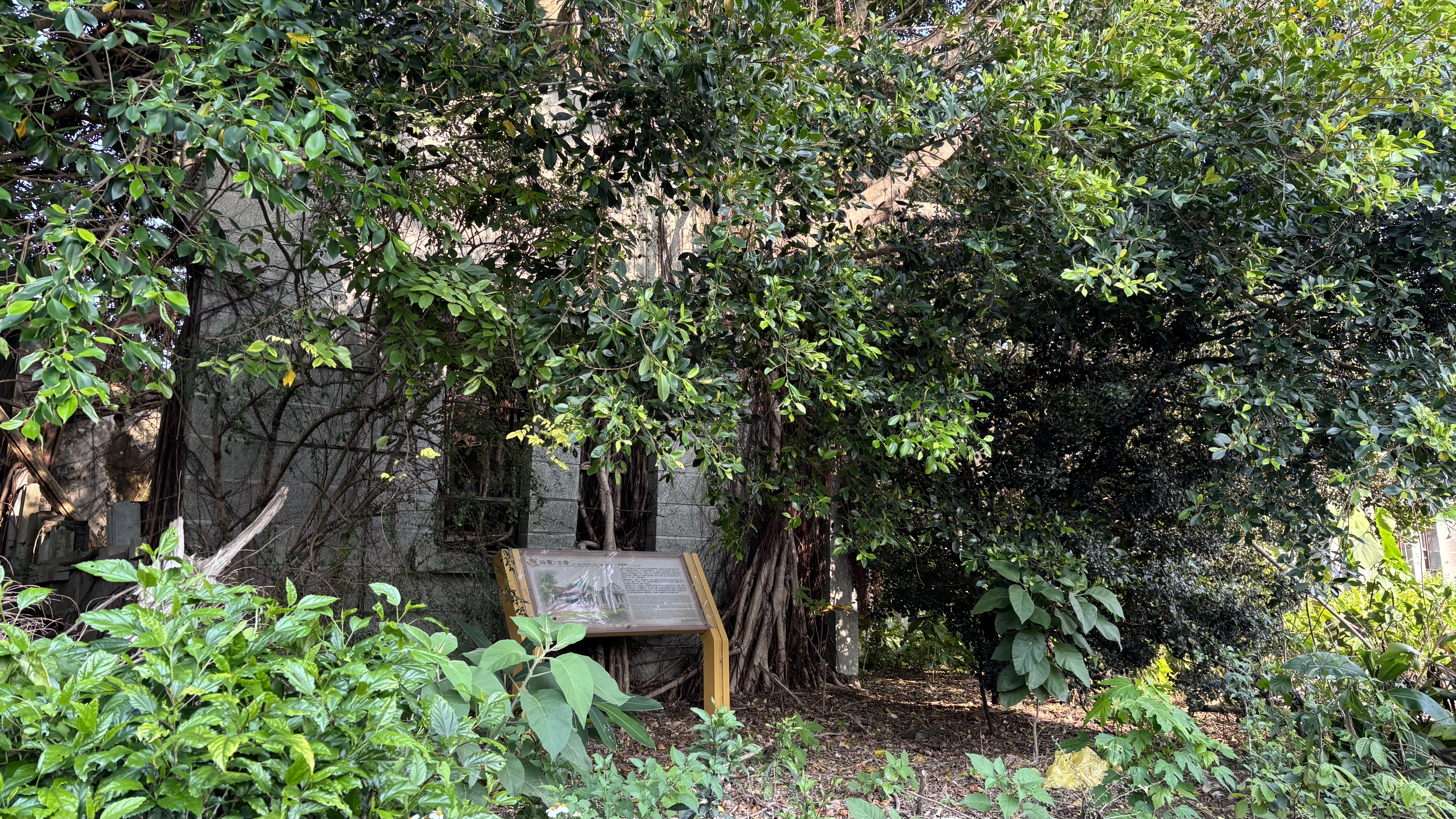
古厝右護龍處
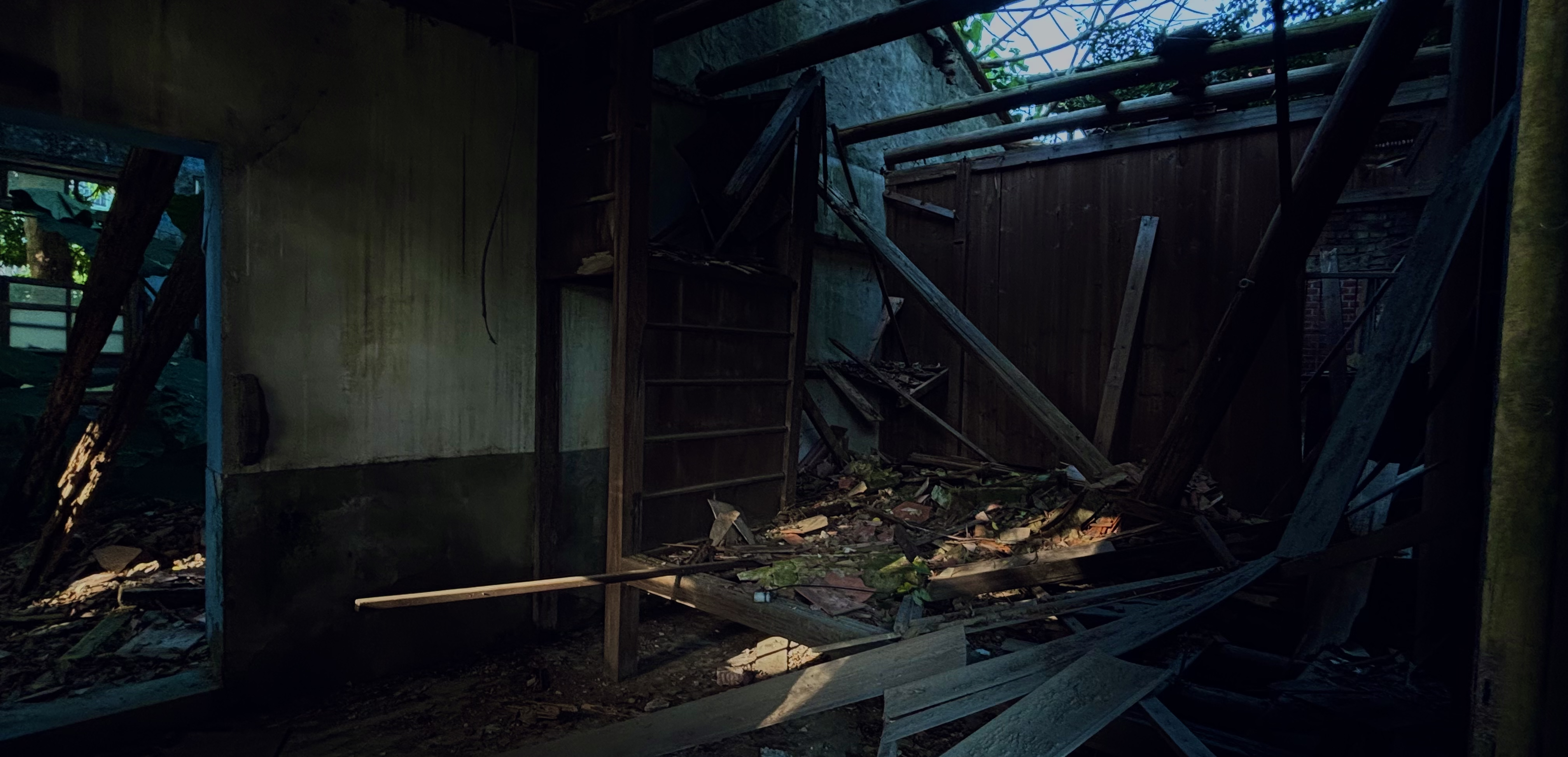
內部房間
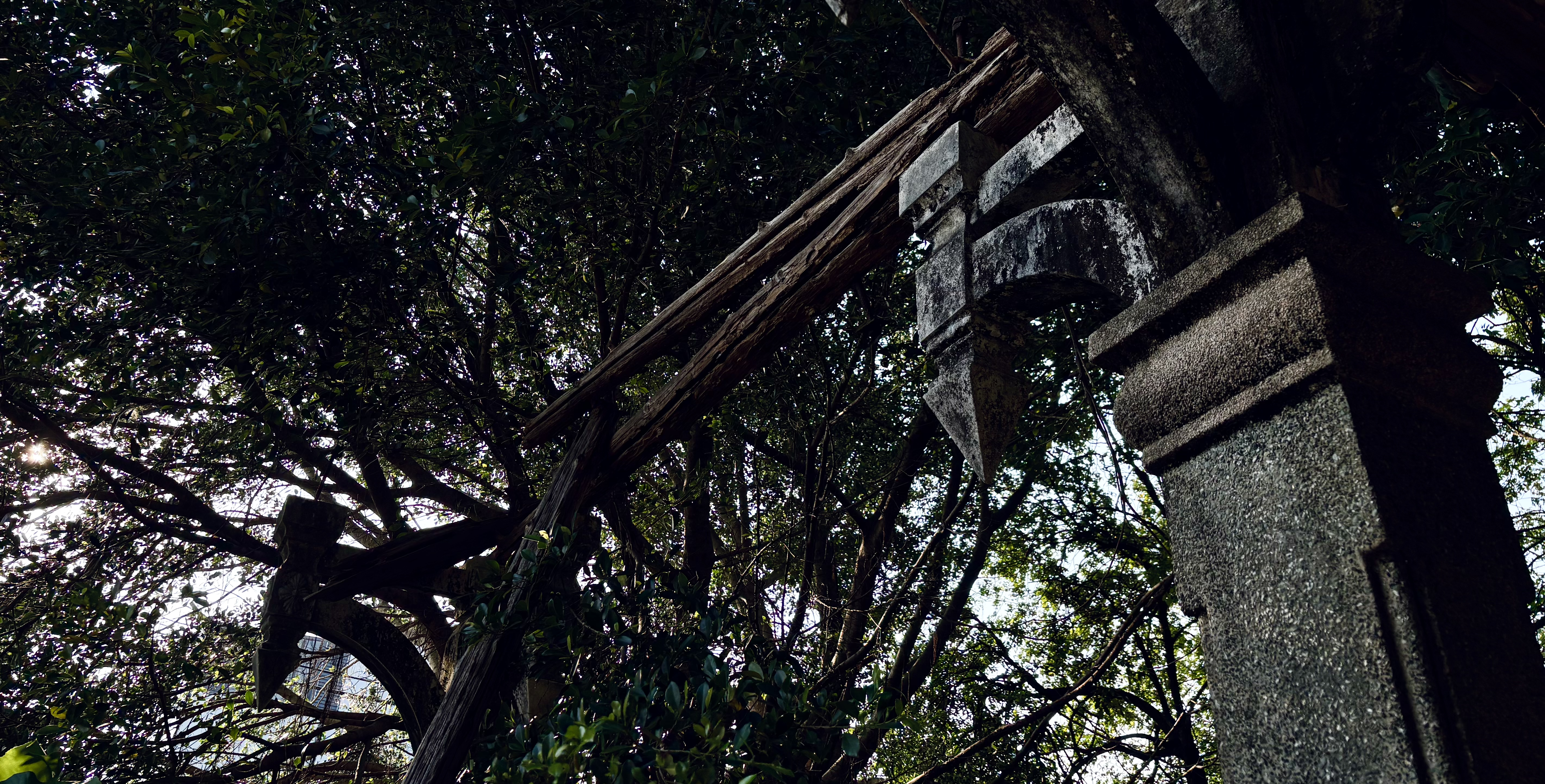
軒亭柱頭遺構

林雹古厝為傳統三合院建築，並混有西式建築等元素特徵，其基址建於高臺之上，與周圍地面高差約50公分，地基採用卵石砌成。建築主體分為正身五間，左右廂房各三間，正廳前設有一座軒亭。採四披水立柱柱頭型式。屋脊以鬼瓦收邊，並以鐵皮包覆。
其中，大門門樑與神明廳窗櫺均刻有三個「林」字，外牆設有呂壁松彩繪山水畫，內部木牆面則保留原色，無過多裝飾。建材多採用檜木，部分木構件仍保留原始風貌。

## 另見
- 原臺南水道
- 山上天后宮：今正殿上方尚懸掛有林雹所獻「天上聖母」匾額